# میر (ایلینوی)
میر (به انگلیسی: Meyer) یک منطقهٔ مسکونی در ایالات متحده آمریکا است که در ایلینوی واقع شده‌است. میر ۱۴۶٫۹۲ متر بالاتر از سطح دریا واقع شده‌است.